# Филаделфийска история
„Филаделфийска история“ (на английски: The Philadelphia Story) е американски игрален филм - романтична комедия, излязъл по екраните през 1940 година, режисиран от Джордж Кюкор с участието на Джеймс Стюарт, Кари Грант и Катрин Хепбърн. Сценарият написан от Доналд Огдън Стюарт е адаптация на бродуейската пиеса със същото име от американския драматург Филип Бари.

## Сюжет
Филмът представя историята на красавицата от хайлайфа Трейси Лорд (Хепбърн), чийто сватбени планове се усложняват поради едновременната поява на бившия ѝ съпруг Декстър Хевън (Грант) и таблоидния журналист Маколи Конър (Стюарт).

## В ролите
| Актьор            | Роля                     |
| ----------------- | ------------------------ |
| Катрин Хепбърн    | Трейси Лорд              |
| Джеймс Стюарт     | Маколи Конър             |
| Кари Грант        | С.К. Декстър Хевън       |
| Рут Хъси          | Елизабет Имбри           |
| Джон Хауърд       | Джордж Китридж           |
| Роланд Йънг       | Уилям Трейси (чичо Уили) |
| Джон Халидей      | Сет Лорд                 |
| Мери Неш          | Маргарет Лорд            |
| Вирджиния Уийдлър | Дайна Лорд               |
| Хенри Даниъл      | Сидни Кид                |
| Лайънъл Поуп      | Едуард                   |
| Рекс Еванс        | Томас                    |
| Дейвид Клайд      | Мак                      |

## Награди и номинации
Това е първият хитов филм с участието на Катрин Хепбърн. „Филаделфийска история“ е сред основните заглавия на тринадесетата церемония по връчване на наградите „Оскар“ с номинации за награда в шест категории, включително за „Най-добър филм“ и за най-добра женска роля, печелейки в две категории: най-добра мъжка роля за Джеймс Стюарт и за най-добър адаптиран сценарий. През 1995 година, филмът е избран като културно наследство за опазване в Националния филмов регистър към Библиотеката на Конгреса на САЩ.

## „Филаделфийска история“ В България
В България е издаден на DVD от Съни филмс през 2005 г. с български субтитри и се състои от 2 диска.